# Rob Bottin
Robin R. Bottin (ur. 1 kwietnia 1959 w El Monte) – amerykański twórca efektów specjalnych oraz charakteryzator. Laureat Oscara za szczególne osiągnięcie w tworzeniu efektów specjalnych do filmu Pamięć absolutna (1990). Bottin był też nominowany do tej nagrody za najlepszą charakteryzację w filmie Ridleya Scotta Legenda (1985).
Znany ze współpracy z takimi reżyserami jak John Carpenter (Mgła i Coś), Paul Verhoeven (RoboCop i Nagi instynkt) oraz David Fincher (Siedem i Podziemny krąg).

## Wybrana filmografia[3]
- Pirania (1978)
- Mgła (1980)
- Skowyt (1981)
- Coś (1982)
- Stefa mroku (1983)
- Legenda (1985)
- Czarownice z Eastwick (1987)
- Interkosmos (1987)
- RoboCop (1987)
- Pamięć absolutna (1990)
- RoboCop 2 (1990)
- Nagi instynkt (1992)
- RoboCop 3 (1993)
- Siedem (1995)
- Mission: Impossible (1996)
- Las Vegas Parano (1998)
- Podziemny krąg (1999)
- Aniołki Charliego (2000)
- Mr. Deeds – milioner z przypadku (2002)